# Heliconius obscura
Heliconius obscura är en fjärilsart som beskrevs av Gustav Weymer 1890. Heliconius obscura ingår i släktet Heliconius och familjen praktfjärilar. Inga underarter finns listade i Catalogue of Life.